# Elasticidad precio de la demanda

La elasticidad precio de la demanda se deriva del cambio porcentual en la cantidad (%ΔQ_{d}) y el cambio porcentual en el precio (%ΔP).

La elasticidad precio de la demanda (EPD, PED, Ep o Ed) es una medida utilizada en economía para mostrar el grado de respuesta, o elasticidad, de la cantidad demandada de un bien o servicio a los cambios en el precio de dicho bien o servicio. Otorga el cambio porcentual de la cantidad demandada en relación con un cambio porcentual unitario en el precio, considerando que el resto de determinantes de la demanda, como la renta, permanecen constantes (ceteris paribus). Fue concebida por el economista inglés Alfred Marshall.
Las elasticidades del precio son casi siempre negativas, aunque los analistas tienden a ignorar el signo, pese a que ello pueda conducir a ambigüedades. Solamente los bienes que no se ajustan a la ley de demanda, como los de Veblen o Giffen, tienen una EPD positiva. En general, la demanda de un bien se considera inelástica (o relativamente inelástica) cuando la EPD es menor que uno (en su valor absoluto); esto sucede cuando los cambios en el precio tienen un efecto relativamente pequeño en la cantidad demandada del bien. La demanda de un bien se considera elástica (o relativamente elástica) cuando su EPD es mayor que uno (nuevamente, en su valor absoluto); es decir, cuando los cambios en el precio tienen un efecto relativamente grande en la cantidad del bien demandada.
Los ingresos se maximizan cuando el precio se fija de forma que la EPD sea igual a uno. La EPD de un bien puede también utilizarse para predecir la incidencia (o "carga") de un impuesto en un bien. Se utilizan varios métodos de estudio para determinar la elasticidad de un precio, incluyendo pruebas de mercado, análisis de ventas históricas y análisis conjuntos.

## Definición
La EPD es una medida de la sensibilidad (o respuesta) de la cantidad demandada de un bien o servicio ante los cambios en su precio. La fórmula para el coeficiente de la EPD es:
{\displaystyle E_{p}={\frac {\%\ {\mbox{variación en la cantidad demandada}}}{\%\ {\mbox{variación en el precio}}}}={\frac {\Delta Q_{d}/Q_{d}}{\Delta P/P}}}
La fórmula normalmente arroja un resultado negativo debido a la naturaleza inversa de la relación entre el precio y la cantidad demandada, tal y como describe la ley de demanda. Por ejemplo, si el precio se incrementa un 5 % y la cantidad demandada desciende un 5 %, la elasticidad con respecto al precio y cantidad iniciales es igual a −5 %/5 % = −1. Los únicos bienes que tienen una EPD positiva (mayor que 0) son los llamados de Veblen y Giffen para los cuales al aumentar el precio, aumenta la demanda. Como la EPD es negativa para la gran mayoría de bienes y servicios, los economistas frecuentemente manejan los resultados de la EPD en su valor positivo (en términos de valor absoluto).
A veces, esta medida de la elasticidad es referida como la elasticidad precio propio de la demanda de un bien, es decir, la elasticidad de la demanda con respecto al precio del propio bien, para distinguirla de la elasticidad de la demanda para ese bien con respecto al cambio en el precio de algún otro bien, sea uno complementario o sustitutivo. El último tipo de medida de elasticidad recibe el nombre de elasticidad cruzada de la demanda.
Como la diferencia entre los dos precios o cantidades se incrementa, la precisión de la EPD dada por la fórmula anterior decrece por una combinación de dos razones. En primer lugar, la EPD para un bien no es necesariamente constante; como se explica posteriormente, la EPD puede variar en diferentes puntos de la curva de demanda por la naturaleza de su porcentaje. La elasticidad no es lo mismo que la pendiente de la curva de demanda, que depende de las unidades utilizadas para el precio y la cantidad. En segundo lugar, los cambios porcentuales no son simétricos; en cambio, la variación porcentual entre dos valores cualesquiera depende de cuál de ellos se elija como valor inicial y cuál como valor final. Por ejemplo, si la cantidad demandada aumenta de 10 a 15 unidades, el cambio porcentual es del 50 %. Pero si la cantidad demandada decrece de 15 a 10 unidades, el cambio porcentual es de -33,3 %.
Dos medidas alternativas de la elasticidad evitan o minimizan estas deficiencias de la fórmula básica de la elasticidad: la elasticidad precio punto y la elasticidad arco.

### Elasticidad precio punto
Una vía para evitar el problema de precisión descrito anteriormente consiste en minimizar las diferencias entre los precios de inicio y final y las cantidades. Este es el enfoque adoptado en la definición de la elasticidad precio punto, que utiliza el cálculo diferencial para estimar la elasticidad para un cambio infinitesimal en el precio y la cantidad en un punto cualquiera de la curva de demanda: 
{\displaystyle E_{p}={\frac {P}{Q_{d}}}\times {\frac {dQ_{d}}{dP}}}
En otras palabras, es igual al valor absoluto de la primera derivada de la cantidad con respecto al precio (dQd/dP) multiplicado por el punto del precio (P) dividido por su cantidad (Qd).
En términos de un cálculo diferencial parcial, la elasticidad precio punto de la demanda puede definirse como: dado {\displaystyle \displaystyle x(p,w)} y siendo la demanda de bienes {\displaystyle x_{1},x_{2},\dots ,x_{L}}, como una función de parámetros precio y riqueza, y dado {\displaystyle \displaystyle x_{l}(p,w)} para la demanda del bien {\displaystyle \displaystyle l}; entonces, la elasticidad de demanda para el bien {\displaystyle \displaystyle x_{l}(p,w)} con respecto al precio {\displaystyle p_{k}} es:
{\displaystyle E_{x_{l},p_{k}}={\frac {\partial x_{l}(p,w)}{\partial p_{k}}}\cdot {\frac {p_{k}}{x_{l}(p,w)}}={\frac {\partial \log x_{l}(p,w)}{\partial \log p_{k}}}}
Sin embargo, la elasticidad precio punto solo puede calcularse si la fórmula para la función de demanda, {\displaystyle Q_{d}=f(P)}, es conocida, de forma que su derivada con respecto al precio, {\displaystyle {dQ_{d}/dP}}, pueda ser determinada.

### Elasticidad arco
Una segunda solución para el problema de asimetría de tener una EPD dependiente de cuál de los dos puntos dados en la curva de demanda se escoge como el punto "original" y cuál como el "nuevo" es calcular el cambio porcentual en P y Q en relación con la media de los dos precios y la media de las dos cantidades, en lugar de considerar solamente el cambio relativo para un punto o el otro. En términos generales, esto da una elasticidad "media" para la sección de la curva de demanda —el arco de la curva— entre dos puntos. Como resultado, esta medida se conoce como elasticidad arco; en este caso, con respecto del precio del bien. La elasticidad arco se define matemáticamente como:
{\displaystyle E_{p}={\frac {\frac {P_{1}+P_{2}}{2}}{\frac {Q_{d_{1}}+Q_{d_{2}}}{2}}}\times {\frac {\Delta Q_{d}}{\Delta P}}={\frac {P_{1}+P_{2}}{Q_{d_{1}}+Q_{d_{2}}}}\times {\frac {\Delta Q_{d}}{\Delta P}}}
Este método para calcular la elasticidad precio se conoce también como "fórmula de los puntos medios", ya que el precio y la cantidad medios son las coordenadas del punto medio de la línea recta entre los dos puntos dados; sin embargo, como esta fórmula asume implícitamente que la sección de la curva de demanda entre esos puntos es lineal, mientras mayor sea su curvatura por encima de ese registro, peor será la aproximación de esta elasticidad.

## Historia

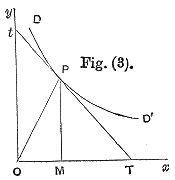
La ilustración que acompañaba la definición original de Marshall de la EPD, la ratio de PT para Pt.

Junto al concepto de un coeficiente de "elasticidad" económica, Alfred Marshall definió la EPD ("elasticidad de demanda") en su libro Principios de economía, publicado en 1890, de esta forma: 

Y podemos generalmente decir: la elasticidad (o respuesta) de la demanda en el mercado es grande o pequeña según si la cantidad demandada se incrementa mucho o poco por una caída dada en el precio y si disminuye mucho o poco por un incremento dado en el precio.

Lo razona de esta forma puesto que:

La única ley universal sobre el deseo de una persona por una mercancía es que disminuye [...] pero esta disminución puede ser lenta o rápida. Si es lenta [...] una pequeña caída en el precio causará un aumento relativamente grande en sus compras. Pero si es rápida, una pequeña caída en el precio ocasionará solo un pequeño incremento en sus compras. En el caso anterior... la elasticidad de sus deseos, podemos decir, es mayor. En el caso precedente [...] la elasticidad de su demanda es pequeña.

Matemáticamente, la EPD marshalliana estaba basada en la definición precio punto, usando cálculos diferenciales para estimar las elasticidades.

## Determinantes
El factor primordial a la hora de determinar la EPD es la voluntad y la capacidad de los consumidores tras un cambio en el precio para posponer decisiones consumistas inmediatas concernientes al bien con el fin de buscar sustitutos ("esperar y mirar"). Así, varios factores pueden afectar a la elasticidad de demanda de un bien:
- Disponibilidad de bienes sustitutivos: cuanto más cercanos sean los sustitutivos y mayor el número de bienes disponibles, es más probable que la elasticidad sea mayor, ya que la gente puede cambiar fácilmente sus preferencias de un bien a otro si se produce un cambio en el precio, por pequeño que este sea.[25][26][27] Existe, por lo tanto, un importante efecto de sustitución.[28] Si no se dispone de sustitutivos cercanos, el efecto de sustitución será pequeño y la demanda inelástica.[28]

- Porcentaje de renta: a medida que el precio del producto representa un porcentaje mayor de la renta del consumidor, la elasticidad tiende a ser mayor, ya que la gente prestará más atención al coste del bien a la hora de comprar.[25][26] El efecto de la renta es sustancial.[29] Cuando los bienes representan solamente una parte insignificante del presupuesto, el efecto de la renta será también insignificante y la demanda inelástica.[29]

- Necesidad: a medida que el bien es más necesario, menor es su elasticidad, ya que la gente lo comprará a cualquier precio. Es el caso, por ejemplo, de la insulina para quienes la necesitan.[10][26]

- Duración: para la mayoría de los bienes, cuanto más sostenido es el cambio en el precio de un bien, probablemente mayor sea su elasticidad, ya que más y más consumidores encuentran que tienen tiempo y ganas para buscar sustitutivos.[25][27] Por ejemplo, cuando los precios del combustible se incrementan de repente, los consumidores pueden llenar sus depósitos vacíos a corto plazo; pero, cuando los precios permanecen altos durante varios años, más consumidores reducirán su demanda de combustible haciendo viajes compartidos, usando el transporte público, invirtiendo en automóviles con mayor ahorro de combustible o tomando otras medidas.[26] Este supuesto no se cumple en el caso de bienes duraderos como los propios automóviles; sin embargo, eventualmente, puede surgir la necesidad para los consumidores de reemplazar sus automóviles, por lo que cabría esperar una demanda menos elástica.[26]

- Amplitud de la definición de un bien: cuanto más amplia sea la definición de un bien (o servicio), menor será su elasticidad. Por ejemplo, la Compañía X tendería a tener una elasticidad de demanda relativamente alta si hubiera disponibles un número significativo de compañías sustitutivas, en tanto que la comida en general tendría una elasticidad de demanda extremadamente baja, ya que no existen sustitutivos.[30]

- Fidelidad a una marca: un apego hacia cierta marca —por tradición o por barreras de propietario— puede anular la sensibilidad a cambios en el precio, dando lugar a una demanda más inelástica.[30][31]

- Quién paga: en situaciones en las que el comprador no paga directamente por el bien que consume, como es el caso de las cuentas de gastos corporativos, es probable que la demanda sea más inelástica.[31]

## Interpretación de los valores de coeficientes de la elasticidad de precios

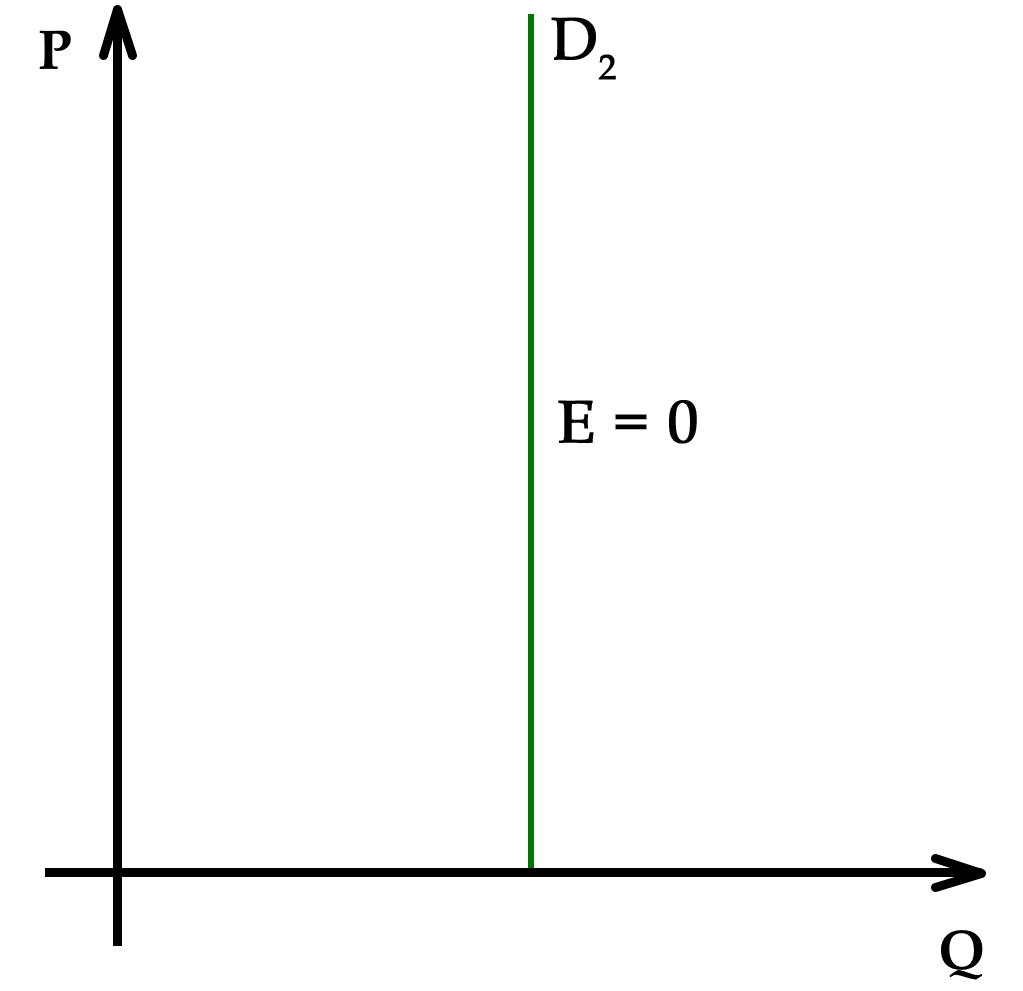
Demanda perfectamente inelástica.

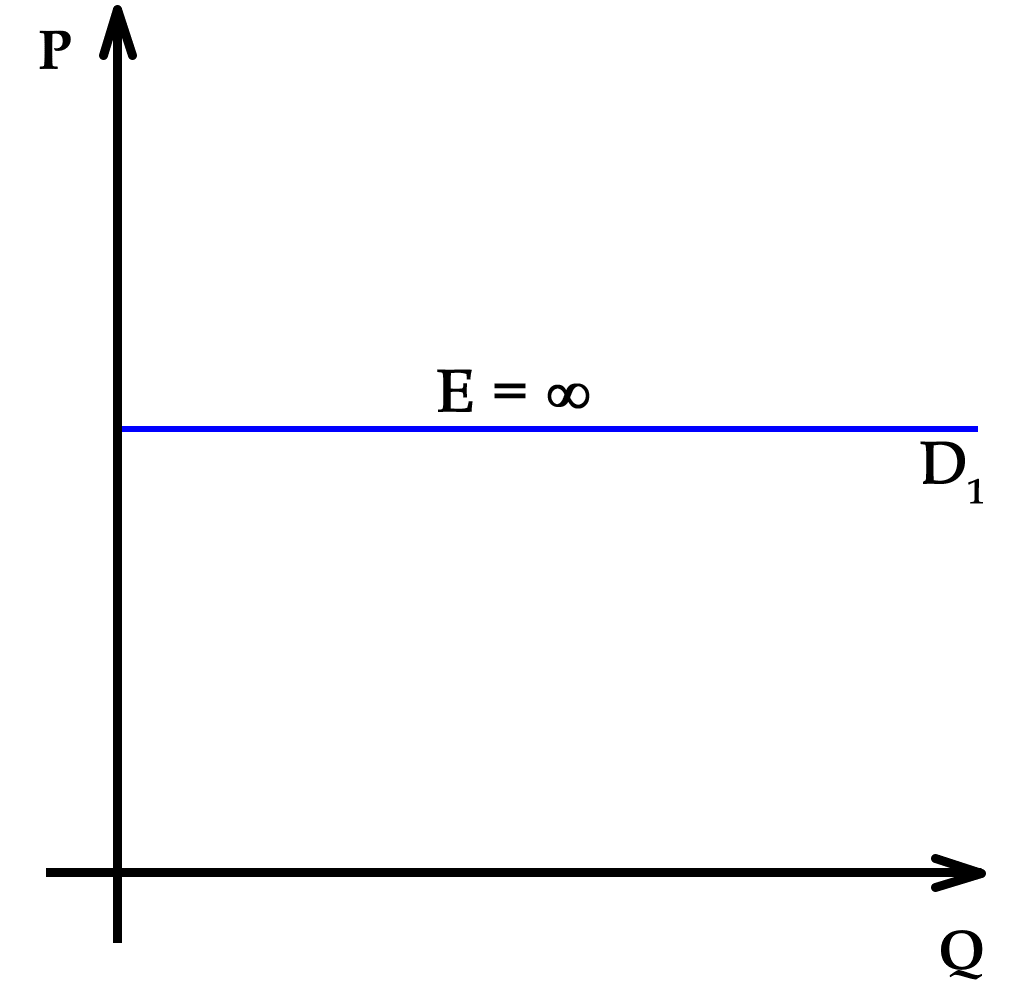
Demanda perfectamente elástica.

Las elasticidades de demanda se interpretan de la siguiente forma:
| Valor        | Términos descriptivos                         |
| ------------ | --------------------------------------------- |
| Ep = 0       | Demanda perfectamente inelástica              |
| -1 < Ep < 0  | Demanda inelástica o relativamente inelástica |
| Ep = -1      | Elasticidad unitaria                          |
| -∞ < Ep < -1 | Demanda elástica o relativamente elástica     |
| Ep = -∞      | Demanda perfectamente elástica                |

Un decrecimiento en el precio de un bien normalmente resulta en un incremento en la cantidad demandada por los consumidores (ley de demanda) y, viceversa, la cantidad demandada decrece cuando el precio se incrementa. Como se resume en la tabla anterior, la EPD para un bien o servicio aparece referida mediante diferentes términos descriptivos dependientes de si el coeficiente de elasticidad es mayor, igual o menor que -1. Es decir, la demanda de un bien puede ser:
- relativamente inelástica, cuando el cambio porcentual en la cantidad demandada es menor que el cambio porcentual en el precio, por lo que Ep > -1;

- elasticidad unitaria, cuando el cambio porcentual en la cantidad demandada es igual al cambio porcentual en el precio, por lo que Ep = -1;

- relativamente elástica, cuando el cambio porcentual en la cantidad demandada es mayor que el cambio porcentual en el precio, por lo que Ep < -1.[10]

Como muestran los dos diagramas, la demanda perfectamente elástica se representa gráficamente como una línea horizontal y la demanda perfectamente inelástica, como una vertical. Estos son los únicos casos en los que tanto la EPD como la pendiente de la curva de demanda (∆P/∆Q) son constantes, así como los únicos casos en los que la EPD se determina solamente por la pendiente de la curva de demanda (o más precisamente, por la inversa de esa pendiente).

## Efecto sobre el ingreso total

Los dos gráficos muestran la relación entre la demanda y el ingreso total (IT) para una curva de demanda lineal. A medida que el precio decrece en el registro elástico, el ingreso total se incrementa, pero en el registro inelástico, el ingreso total decrece. El ingreso total se maximiza en la cantidad donde EPD = 1.

Una empresa que esté considerando un cambio en el precio debe saber qué efecto tendrá el cambio en el precio sobre el ingreso total. Generalmente, cualquier cambio en el precio tendrá dos efectos:
- el efecto precio: un incremento en el precio unitario tenderá a un incremento en el ingreso, mientras que un decrecimiento en el precio tenderá a un decrecimiento en el ingreso.
- el efecto cantidad: un incremento en el precio unitario conducirá a una reducción en el número de unidades vendidas, mientras que una disminución en el precio unitario conllevará un aumento en las unidades vendidas.

A causa de la naturaleza inversa de la relación entre el precio y la cantidad demandada (es decir, la ley de demanda), los dos efectos afectan al ingreso total en direcciones contrarias. Pero para determinar el incremento o decrecimiento de los precios, la empresa necesita saber cuál será el efecto neto. La elasticidad otorga la respuesta: el cambio porcentual en el ingreso total es igual al cambio porcentual en la cantidad demandada más el cambio porcentual en el precio (un cambio será positivo y el otro negativo).
Como resultado, la relación entre la EPD y el ingreso total puede describirse para cualquier bien:
- Cuando la EPD para un bien es perfectamente inelástica (Ep = 0), los cambios en el precio no afectan la cantidad demandada del bien; el incremento en los precios causará que el ingreso total aumente.

- Cuando la EPD para un bien es relativamente inelástica (-1 < Ep < 0), el cambio porcentual en la cantidad demandada es menor que aquel del precio. Por ello, cuando el precio se incrementa, el ingreso total también y viceversa.

- Cuando la EPD para un bien es unitaria (Ep = -1), el cambio porcentual en la cantidad es igual al del precio, por lo que un cambio en el precio no afectaría al ingreso total.

- Cuando la EPD para un bien es relativamente elástica (- ∞ < Ep < -1), el cambio porcentual en la cantidad demandada es mayor que aquel del precio. Por consiguiente, cuando el precio aumenta, el ingreso total desciende y viceversa.

- Cuando la EPD para un bien es perfectamente elástica (Ep = −∞), cualquier incremento en el precio, sin importar su cuantía, causará que la demanda del bien caiga hasta cero. Por lo tanto, cuando el precio se incremente, el ingreso total caerá hasta cero.

De ahí, como muestran los diagramas, que el ingreso total se maximice en la combinación de precio y cantidad demandada donde la elasticidad de demanda es unitaria.
Cabe señalar que la elasticidad precio de la demanda no es necesariamente constante en todos los rangos del precio. La curva de demanda lineal en el diagrama ilustra que los cambios en el precio también afectan a la elasticidad: la elasticidad del precio es diferente en cualquier punto de la curva.

## Efecto en la incidencia fiscal
La EPD, en combinación con la elasticidad precio de la oferta, puede usarse para evaluar dónde está recayendo la incidencia (o "carga") de un impuesto por unidad de producto o para predecir dónde recaerá si el impuesto se impone. Por ejemplo, cuando la demanda es perfectamente inelástica, por definición los consumidores no tienen otra alternativa que comprar el bien si el precio de este se incrementa, por lo que la cantidad demandada permanecería constante. Por ello, los proveedores pueden incrementar el precio por el importe total del impuesto y el consumidor acabaría soportándolo por completo. En el caso contrario, cuando la demanda es perfectamente elástica, los consumidores tienen por definición una infinita capacidad para cambiar a alternativas si el precio se incrementa, por lo que dejarían de comprar el bien en cuestión por completo (la cantidad demandada caería a cero). Como resultado, las empresas no pueden trasladar el impuesto al consumidor mediante una subida de precios, así que se verían forzadas a soportarlo todo ellas mismas.
En la práctica, es probable que la demanda sea solo relativamente elástica o relativamente inelástica, esto es, en algún punto entre los dos extremos de perfecta elasticidad o inelasticidad. Más generalmente, pues, una mayor EPD comparada con la elasticidad precio de la oferta resulta en una mayor carga impositiva para los productores e, inversamente, una mayor inelasticidad de la EPD comparada con la elasticidad precio de la oferta, resulta en una mayor carga en los consumidores. El principio general es que la parte (sean los consumidores o los productores) que tiene menos oportunidades para evitar el impuesto mediante alternativas cargará con la mayor proporción de la carga impositiva.

## Elasticidades de precio seleccionadas
Se utilizan varios métodos de investigación para calcular las elasticidades de precio en la vida real, incluyendo el análisis de ventas históricas (tanto públicas como privadas) y el uso de encuestas actuales sobre las preferencias de los consumidores para construir tests de mercados capaces de modelar tales cambios. Alternativamente, se puede usar el análisis conjunto (un ranking de las preferencias de los usuarios que puede analizarse estadísticamente).
Aunque las EPD para la mayoría de los registros de demanda varían dependiendo del precio, pueden modelarse asumiendo una elasticidad constante. Usando este método, las EPD para varios bienes —previstos para actuar como ejemplos de la teoría descrita anteriormente— son los siguientes:
| - Cigarrillos (EE. UU.) - -0,3 a -0,6 (general) - -0,6 a -0,7 (jóvenes) - Bebidas alcohólicas (EE. UU.) - -0,3 o -0,7 a -0,9 en 1972 (cerveza) - -1,0 (vino) - -1,5 (licores) - Viajes aéreos (EE. UU.) - -0,3 (primera clase) - -0,9 (descuento) - -1,5 (de placer) - Ganado - -0,5 a -0,6 (broiler) - Petróleo - -0,4 (mundo) - Combustible para automóvil - -0,25 (corto plazo) - -0,64 (largo plazo) - Sanidad (EE. UU.) - -0,31 (seguro médico) - -0,3 a -0.6 (visitas pediátricas) | - Arroz - -0,47 (Austria) - -0,8 (Bangladés) - -0,8 (China) - -0,25 (Japón) - -0,55 (EE. UU.) - Visitas al cine (EE. UU.) - -0,87 (general) - Artes escénicas (teatro, etc.) - -0,4 a -0,9 - Transporte - -0,20 (viaje en autobús en EE. UU.) - -2,8 (Ford del segmento C) - Refrescos - -0,8 a -1,0 (general) - -3,8 (Coca-Cola) - -4,4 (Mountain Dew) - Acero - -0,2 a -0,3 - Huevos - -0,1 (hogares de EE. UU.), - -0,35 (Canadá), - -0,55 (Sudáfrica) |